# Stéphane Galifi
Stéphane Galifi, né le 14 janvier 1978 à Nogent-sur-Marne, est un joueur professionnel de squash représentant la France puis l'Italie à partie de 2010. Il atteint en juillet 2005 la 40e place mondiale sur le circuit international, son meilleur classement. 

## Biographie
En 2011, il participe avec l'Italie aux championnats du monde par équipes. Pendant le tournoi, il est testé positif au tétrahydrocannabinol lors d'un contrôle antidopage. Stéphane Galifi, qui avait déjà été interdit pendant deux ans en 2005 pour la même raison, est de nouveau interdit pendant deux ans par la World Squash Federation. Selon les règles, l'Italie est ensuite disqualifiée des championnats du monde et placée dernière. 

## Palmarès

### Titres
- Open de Chine : 2008

### Finales
- Open de Pittsburgh : 2010